# Kılıçmehmet, Pınarbaşı
Kılıçmehmet là một xã thuộc huyện Pınarbaşı, tỉnh Kayseri, Thổ Nhĩ Kỳ. Dân số thời điểm năm 2008 là 141 người.